# Griswoldia urbensis
Espèce
Synonymes
- Campostichomma urbense Lawrence, 1942

Griswoldia urbensis est une espèce d'araignées aranéomorphes de la famille des Zoropsidae.

## Distribution
Cette espèce est endémique d'Afrique du Sud. Elle se rencontre au KwaZulu-Natal et au Cap-Oriental.

## Publication originale
- Lawrence, 1942 : A contribution to the araneid fauna of Natal and Zululand. Annals of the Natal Museum, vol. 10, no 2, p. 141-190.